# 25800 Glukhovsky
25800 Glukhovsky (2000 CG83) là một tiểu hành tinh nằm phía ngoài của vành đai chính được phát hiện ngày 4 tháng 2 năm 2000 bởi Nhóm nghiên cứu tiểu hành tinh gần Trái Đất phòng thí nghiệm Lincoln ở Socorro.